# 千田正記念館
千田正記念館（ちだただしきねんかん）は、岩手県胆沢郡金ケ崎町に所在する、参議院議員や岩手県知事を歴任した千田正を顕彰する町立の博物館である。千田に関わる建物や遺品が保存・展示されている。

## 建造物
2018年（平成30年）3月27日、以下が国の登録有形文化財に登録された。

### 旧岩手県知事公舎洋館
1909年（明治42年）建築。木造平屋建、寄棟造桟瓦葺。建築面積56.49m2。県知事公舎洋館応接部を移築したもの。玄関奥にホールを設け、18畳の応接室や8畳の控室を配す。外壁は下見板張で応接室の天井は中心飾りから放射状に天井板を張る。

### 旧千田正家住宅主屋
1930年（昭和5年）建築。木造二階建、鉄板菱葺で南面して建つ。建築面積54.72m2、延床面積123.38m2。一階は座敷10畳、次の間7畳半で南と西に縁を廻らし、東に食堂、玄関等を配す。二階も和室二室構成とする。軒裏を板軒とし、東半腰部をモルタル塗として外壁に丸窓を設けるなど、和洋の要素を調和させた外観である。

### 旧千田正家住宅板倉
1929年（昭和4年）建築。1995年曳家。木造二階建、切妻造鉄板葺で、建築面積41m2である。基礎上に土台を廻らし、柱を密に立て、柱間に横板を落とし込む構成とする。南に扉口を開く他は東妻二階のみに窓を設ける。

## ギャラリー

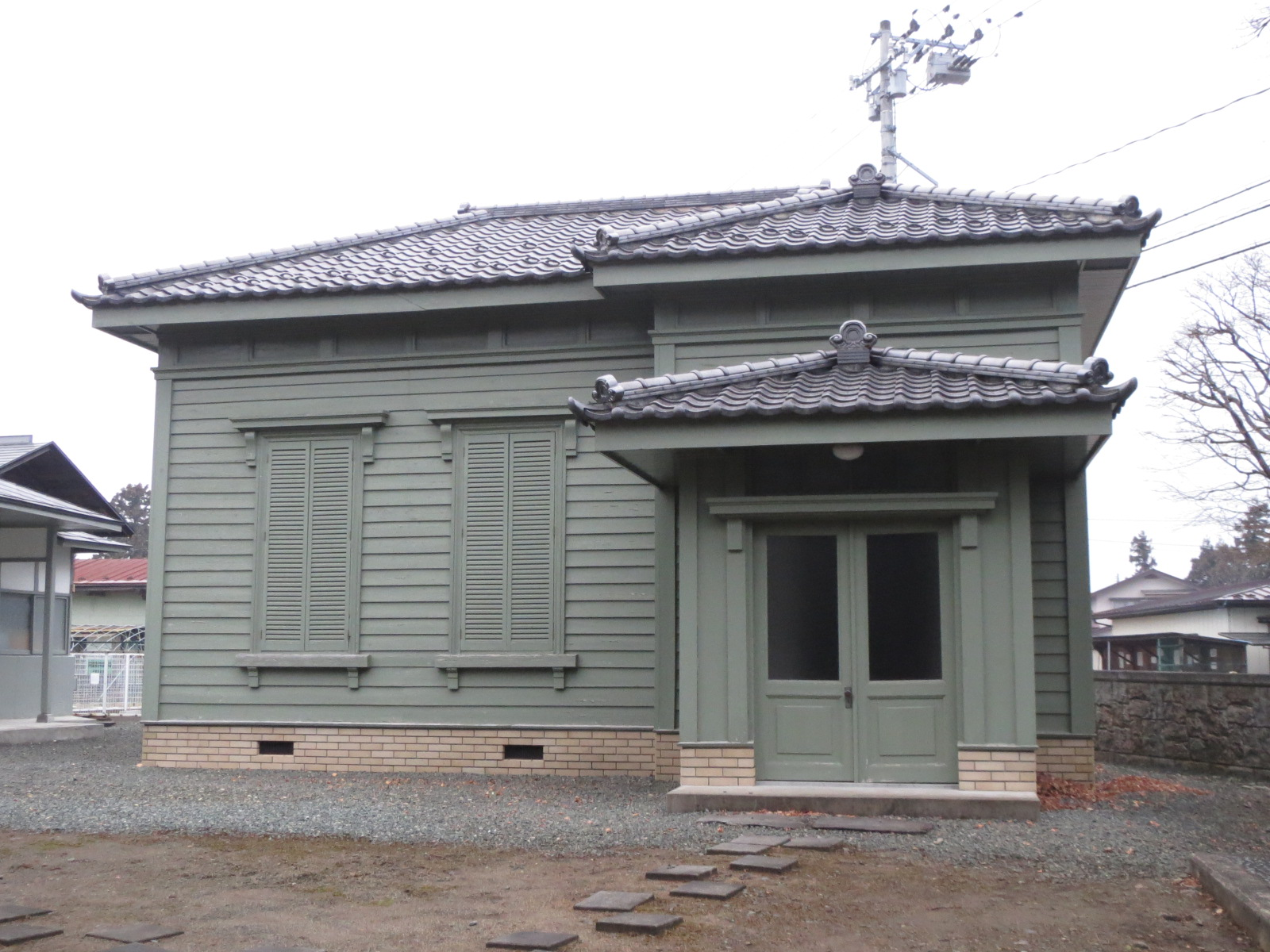
旧岩手県知事公舎洋館
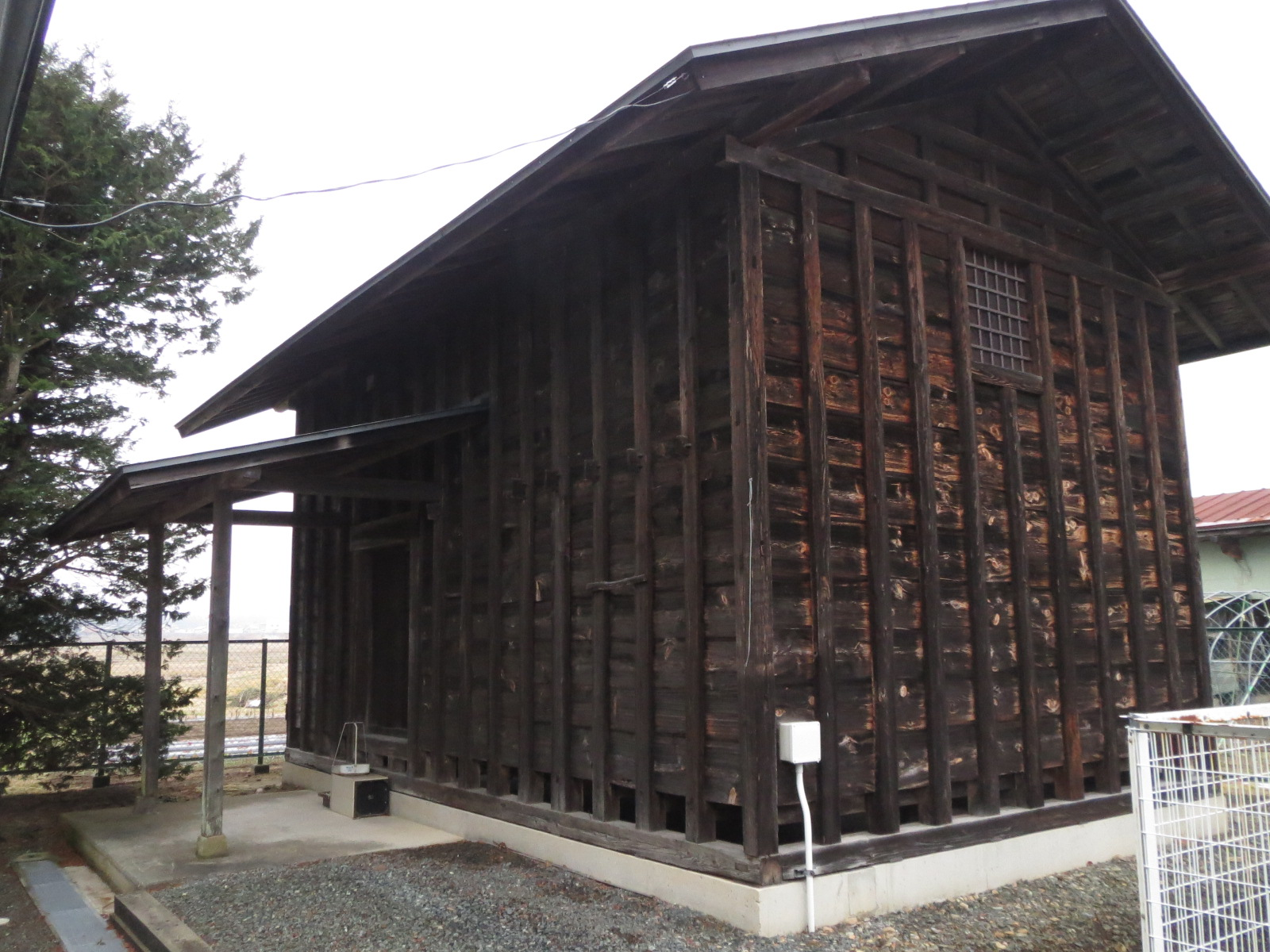
旧千田正家住宅板倉

## 利用情報
- 開館時間 - 午前10時から午後4時まで
- 開館日 – 金曜、土曜、日曜、祝日（5月から10月まで）
- 入館料 - 無料
- 駐車場 – 6台

## 交通アクセス
- 東北本線六原駅より徒歩30分
- 東北自動車道北上金ヶ崎ICより車10分